# Брейтман, Григорий Наумович
Григорий Наумович Брейтман (8 июня 1873, Одесса — 7 января 1949, Чикаго) — писатель, журналист, публицист. Псевдоним — Гр. Неволин.
Издатель и редактор киевской газеты «Последние новости». Автор книги рассказов «Правда жизни» (1907), которая была уничтожена, а её автор был приговорён к двум годам тюрьмы за рассказ «Преступление», напечатанный в газете «Санкт-Петербургские ведомости». С 1893 года публиковался в «Одесском листке», «Киевском слове», «Жизни и искусстве», «Киевлянине», «Полтавских ведомостях», «Петроградской газете», «Биржевых ведомостях», основал собственный театр «Музыкальная комедия».
Брейтман  активно интересовался преступным миром, блатной музыкой, воровским жаргоном и писал уголовные рассказы. Один из них, «Невинноосуждённый», получивший премию на 2-м Всероссийском конкурсе в Москве, вызвал такое резкое неприятие властей, что Киевская судебная палата приговорила автора к четырём месяцам заключения в крепости.
В 1919 году эмигрировал в Германию, редактор берлинской газеты «Время» (1921—1924). С 1925 в США, сотрудник нью-йоркской газеты «Русский голос», с 1930 редактор чикагской газеты «Рассвет».
Жена — Мария Андреевна Брейтман.

## Избранное
- «Преступный мир», 1901.
- «Митька корявый. Елка для мертвых и друг. рассказы» 1903.
- «Правда жизни. Рассказы» 1907.
- «Уголовные рассказы» 1908.
- «Рассказы» 1909.
- «Жуткие рассказы» 1920.
- «Ремонт любви» 1920.
- «Расстрел, Сверхъестественное происшествие и др. рассказы» 1921.
- «Кафешантан» 1929.